# Star Trek: La nova generació temporada 2
La segona temporada de la sèrie de ciència-ficció de televisió estatunidenca Star Trek: La nova generació va començar a emetre's en redifusió als Estats Units el 21 de novembre de 1988 i va concloure el 17 de juliol de 1989, després de l'emissió de 22 episodis. Ambientada al segle XXIV, la sèrie segueix les aventures de la tripulació de la nau estel·lar de la Flota Estel·lar Enterprise-D. La segona temporada va presentar canvis al repartiment principal, després de la sortida de Gates McFadden. Diana Muldaur va ser elegida com la Dra. Katherine Pulaski durant una sola temporada abans del retorn de McFadden a la tercera temporada. La guanyadora del Premi Oscar Whoopi Goldberg també es va unir al repartiment després d'aconseguir un paper dels productors.
Hi va haver canvis significatius entre bastidors a l'equip de redacció. Maurice Hurley es va convertir en l'escriptor principal, i després d'extenses reescriptures a "El Royal" i "Nimfomania", Tracy Tormé va deixar l'equip de redacció. De la mateixa manera, després de l'enviament d'un guió per a "Blood and Fire", David Gerrold va permetre que el seu contracte s'esgotés a causa de problemes amb Gene Roddenberry i Leonard Maizlish, advocat de Roddenberry. Altres escriptors que van sortir van ser Leonard Mlodinow i Scott Rubenstein, mentre que Melinda M. Snodgrass, Hans Beimler i Richard Manning es va unir a l'equip. Al final de la temporada, Hurley també va abandonar l'equip. El dissenyador de producció Herman F. Zimmerman va deixar l'espectacle per treballar a Star Trek: L'última frontera i va ser substituït per Richard James, que va romandre amb l'espectacle durant la resta de la sèrie.
La vaga del Sindicat de Guionistes dels Estats Units de 1988 va fer que la temporada s'escurcés a 22 episodis, la quantitat més baixa de qualsevol temporada de la sèrie. Es va acusar a la vaga de la manca de qualitat dels primers episodis. La vaga també va provocar que l'equip de redacció utilitzés un guió no utilitzat de l'avortat Star Trek: Phase II per obrir la temporada, titulat "El nen". Els canvis pressupostaris van permetre que el finançament d'episodis individuals es fessin entre els episodis, però això va provocar una manca de finançament cap al final de la temporada que la tripulació va intentar resoldre creant un clip show, "Ombres argentades".
"El nen" va obrir a 10,9 milions d'espectadors, i les qualificacions van assolir el màxim amb "Qüestió d'honor" i "La mesura humana ", que van ser vistes per 11,3 milions. Tot i que una disminució d'espectadors va veure el nombre més baix d'espectadors per a un episodi de primera tirada de la sèrie a "Nimfomania", el programa es va convertir en la tercera sèrie més vista de la seva franja horària. Els crítics van elogiar els episodis "La mesura humana" i "Què Q?", però van trobar que "Ombres argentades" era un dels pitjors episodis de tota la franquícia Star Trek. La temporada es va publicar per primera vegada en DVD el 7 de maig de 2002, a Regió 1, i posteriorment es va publicar a les Regions 2 i 3. Els llançaments en Blu-ray van arribar al desembre de 2012, i "La mesura humana" i "Què Q?" van rebre un llançament limitat a les sales.

## Producció

### Guió
La segona temporada va veure com Maurice Hurley va ser ascendit a escriptor principal després de la marxa de Robert Lewin. Hurley havia estat incorporat a bord durant la primera temporada. La seva experiència prèvia havia estat amb programes com The Equalizer i Miami Vice, i més tard va explicar que va ocupar el càrrec perquè li suposava un desafiament. La vaga del Sindicat de Guionistes dels Estats Units de 1988 havia causat problemes al final de la primera temporada, i aquests van continuar a mesura que va començar el desenvolupament de la segona temporada, donant lloc a una temporada escurçada. El productor executiu Rick Berman va culpar d'una disminució de la qualitat a l'inici de la segona temporada a la manca de temps disponible per al desenvolupament adequat a causa de la vaga de guionistes. Hurley va sentir que l'escriptura del programa va aconseguir agafar un ritme durant la segona meitat de la primera temporada, i que la vaga ho va aturar i va fer que finalment abandonés la sèrie. També va criticar la manca d'arc de personatges a la sèrie, dient que "he fet algunes coses bones, altres dolentes, altres mediocres, però no és un programa que pugui continuar fent. No és d'on vinc."
Hurley s'havia oposat a les escenes violentes i sangrientes vistes a l'episodi de la primera temporada "Conspiració", escrit per Tracy Tormé, i Tormé continuava sentint-se alienat per Hurley. Tormé va deixar el seu paper d'editor co-executiu d'històries, prenent-se el crèdit com a consultor creatiu. Després de les modificacions de Hurley als guions de Tormé per a "El Royal" i "Nimfomania", Tormé va triar ser acreditat només amb un pseudònim. En un moment donat, Roddenberry va pensar que Tormé es convertiria en productor creador, però l'escriptor va marxar a causa de les reescriptures requerides sota el mandat d'Hurley. Hannah Louise Shearer també va deixar l'equip entre temporades, a causa de diferències amb Hurley, però va contribuir amb històries en temporades posteriors. Altres escriptors es van unir a l'equip durant la segona temporada, inclosa  Melinda M. Snodgrass l'autora de The Tears of the Singers que va vendre el guió de "La mesura humana".  Hans Beimler i Richard Manning van ser contractats en els llocs de nova creació de consultors de guió executiu. Tots dos havien estat editors de la història dels vuit episodis finals de la primera temporada. Snodgrass va explicar més tard que, "Una vegada que vaig entrar a bord, de sobte va semblar que hi havia aquest clima de discussió entre els escriptors sobre què volíem fer amb el programa. La meva impressió era que aquest era un fenomen nou. Estavem una mica més a la mateixa longitud d'ona." Va ser contractada com a editora d'històries després de la presentació del seu primer episodi, juntament amb Leonard Mlodinow i Scott Rubenstein. Els altres dos editors van marxar després de quatre episodis més, i Snodgrass va quedar com a única editora de la història durant la resta de la temporada.

#### "Blood and Fire"

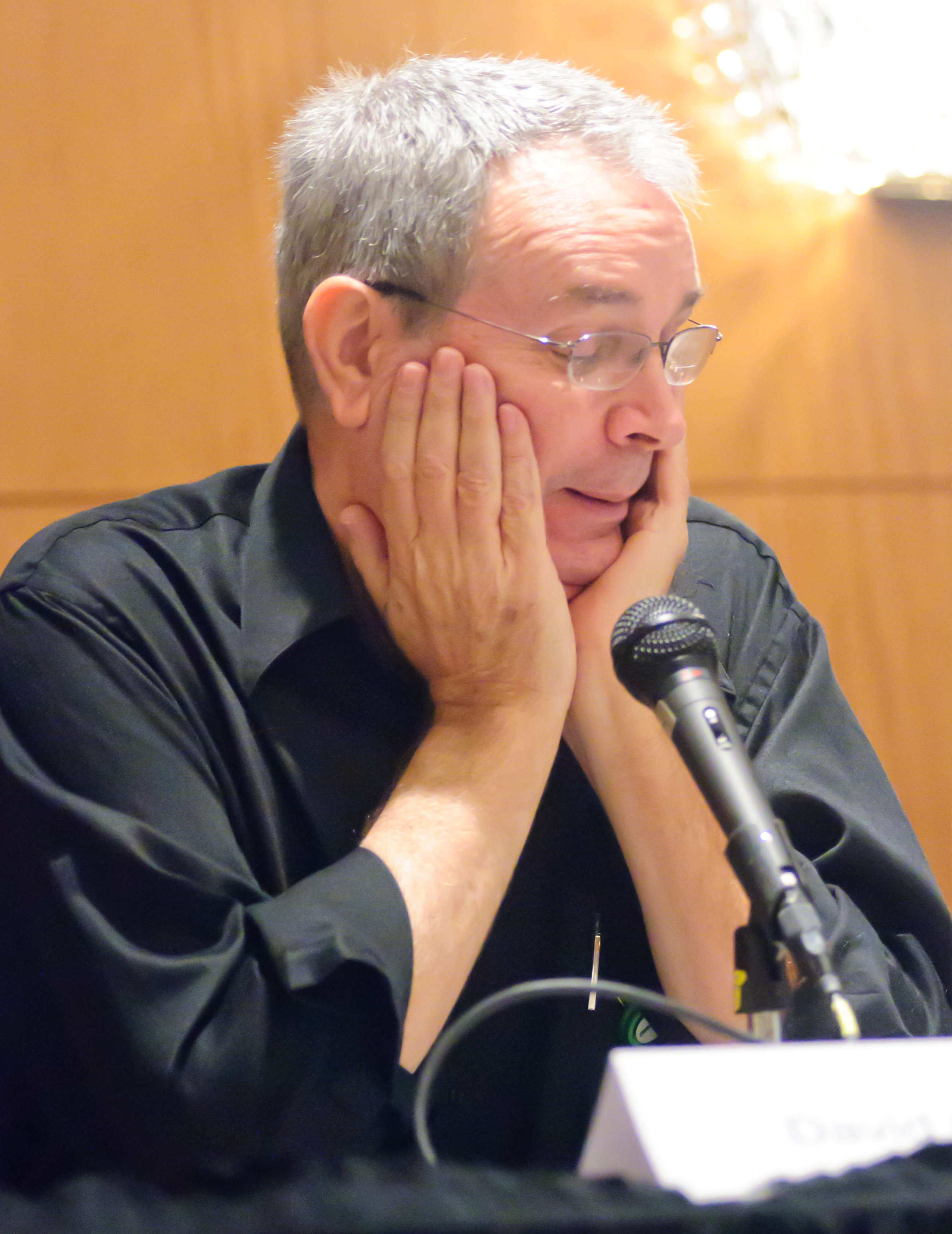
David Gerrold va ser un dels diversos escriptors que va deixar La nova generació durant la segona temporada.

Un altre escriptor que va deixar el programa durant la segona temporada va ser David Gerrold. Va escriure un episodi per a La sèrie original anomenat "El problema dels tribbles" i va començar a La nova generació abans del pilot i va escriure la primera versió de la bíblia per a la sèrie. Rick Berman va declarar en una nota inicial que la nova sèrie tenia la intenció de ser un programa basat en temes amb el mateix motlle que l'original. El creador Gene Roddenberry va estar d'acord, i sota l'interrogació dels fans en una convenció a la qual també va assistir Gerrold, Roddenberry va acceptar que era hora que un personatge homosexual aparegués a Star Trek. Roddenberry va dir al seu personal que "Els temps han canviat i n'hem de ser conscients." Això va fer que Gerrold presentés una història anomenada "Blood and Fire", que incloïa dos homosexuals. membres de la tripulació i una al·legoria de la SIDA. Roddenberry va aclarir la idea de ser produïda en un guió, i Gerrold va sortir a aparèixer en un creuer de Star Trek després d'haver rebut un telegrama que li deia que tothom a l'oficina estava satisfet amb la nova història. Al seu retorn, va descobrir que la història no s'utilitzaria en la forma actual. Gerrold va dir més tard que "Em van dir que a l'advocat de Gene no li agradava el guió i pensava que aquest no era un bon episodi, i per tant, segons el seu consell, sembla que el guió es va cancel·lar. Això és el que em va dir algú que estava en una posició per saber, no tinc cap prova per escrit, així que ho he de qualificar dient que algú m'ho ha dit." Fonts oficials van declarar que Paramount es va involucrar i que la companyia va considerar que la història era inadequada per als espectadors més joves del mercat redifós i que es rebrien queixes dels pares. El guió es va donar a Herbert Wright per tornar a escriure. Roddenberry va donar a Wright unes notes sobre el guió, que accidentalment va lliurar notes sobre el guió a Gerrold que van ser escrites per l'advocat de Roddenberry, Leonard Maizlish. A causa de la càrrega de treball de Wright en aquell moment, Gerrold es va oferir a fer un primer intent de reescriure amb la intenció d'eliminar els personatges homosexuals. Després d'aclarir-ho inicialment amb Roddenberry, Wright va rebre una trucada telefònica d'ell dient-li a Wright que no deixés que Gerrold hi treballés. Poc després, Wright va rebre una segona trucada de Maizlish per reforçar el missatge que en Gerrold no se li hauria de permetre treballar en el guió.
Després de nombroses revisions per part de Wright, inclosa una versió anomenada "Blood and Ice", el guió finalment es va retirar de la programació. Gerrold va demanar que el seu contracte no fos renovat arran dels problemes de l'episodi. Ernie Over, l'assistent personal de Roddenberry en aquell moment, va dir més tard que les afirmacions van ser desproporcionades per Gerrold, que "Blood and Fire" era simplement un guió dolent.

### Desenvolupament

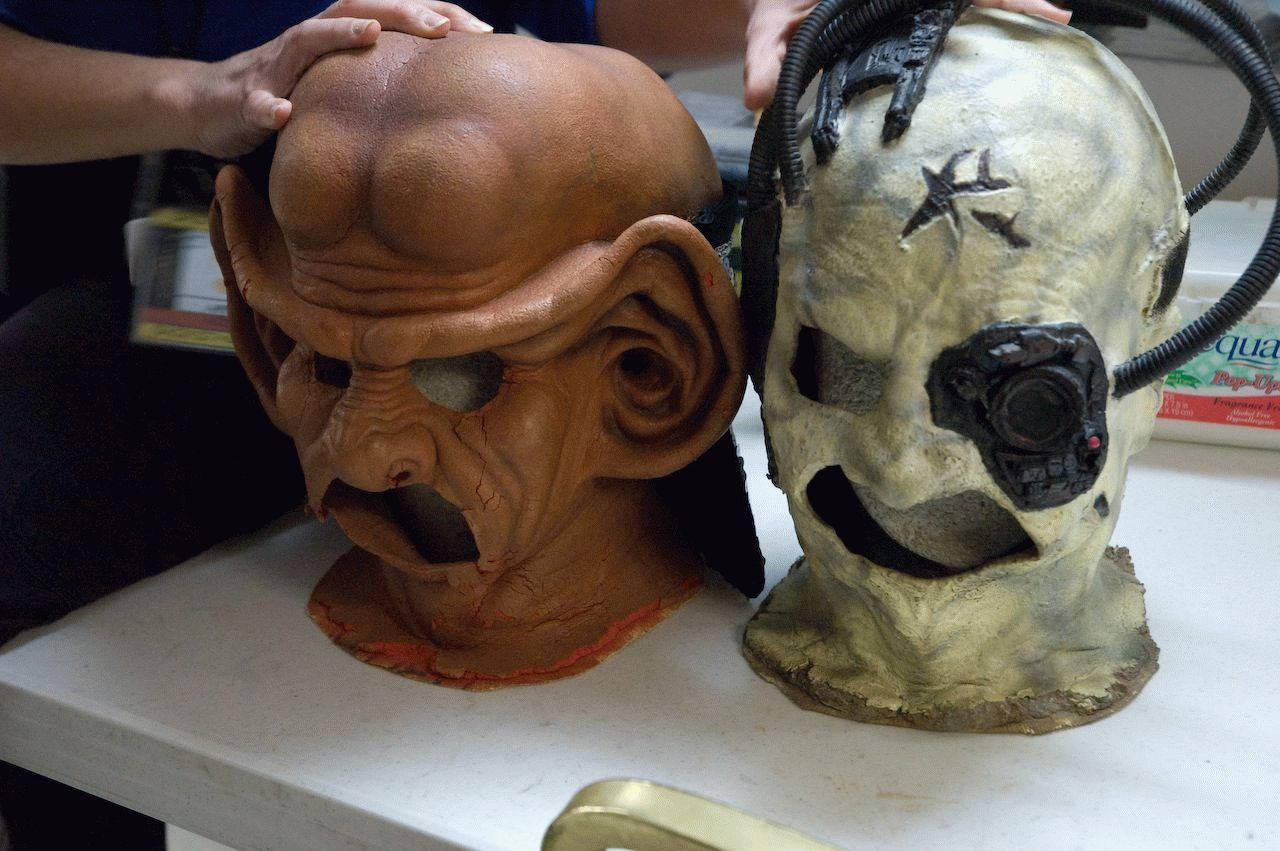
Màscares de Ferengi (esquerra) i Borg (dreta) a Star Trek: The Experience, a Las Vegas

La bíblia de la sèrie va declarar la intenció de crear nous dolents per al nou programa, però després del fracàs dels ferengi, els romulans es van presentar a l'episodi final de la primera temporada i van continuar apareixent al llarg de tota la segona temporada. Els cibernètics Borg es van presentar a l'episodi "Què Q?", modificat de la raça insectoide que Hurley tenia la intenció d'introduir en una versió més llarga del final de la primera temporada "La zona neutral". Els Borg van tornar esporàdicament durant la resta de la sèrie, apareixent en cinc episodis més. Però a diferència d'altres adversaris alienígenes creats per a La nova generació, es van convertir en els únics a fer la transició a pel·lícules amb Star Trek: First Contact. S'ha vist un canvi més a la segona temporada, que va augmentar durant la resta de la temporada, es un increment en enfocar el trio del capità Jean-Luc Picard, el comandant William T. Riker i el tinent comandant Data, que recorda al capità James T. Kirk, el Dr. Leonard McCoy i el comandant Spock a Star Trek (sèrie original). Això va relegar els altres membres del repartiment a papers de fons per a la majoria dels episodis.
Paramount va canviar la manera en què es finançaven els episodis individuals, i es va permetre la despesa excessiva en alguns pressupostos d'episodis amb la condició que es recuperés amb una reducció d'altresA causa dels efectes de la vaga de guionistes, el personal de redacció va buscar els guions de Star Trek: Phase II, una sèrie que va ser cancel·lada abans de ser filmada; el primer episodi previst s'havia desenvolupat en Star Trek: La pel·lícula. D'aquests guions, un es va identificar amb potencial per a la segona temporada; va donar lloc a l'episodi inicial "El nen". El paper de ld tinent Ilia es va reescriure a la història per convertir-se en part de Marina Sirtis com a consellera Deanna Troi. Sirtis va elogiar aquest desenvolupament, ja que va sentir que s'havia passat per alt durant la primera temporada a causa de la presència tant de McFadden com de Denise Crosby.
Els episodis es van desenvolupar per tocar temes socials de la mateixa manera que La sèrie original. "El nen" va incloure un breu debat sobre l'avortament, "Reproducció clonal" va parlar de la clonació, i "Com una remor" tractava d'acceptar la legitimitat de la llengua de signes per a sords. Els problemes van sorgir quan la propietat d'Arthur Conan Doyle va amenaçar amb demandar als productors si el programa utilitzava Sherlock Holmes una vegada més després de l'episodi "Elemental, estimat Data". Motius pressupostaris van fer que la temporada acabés amb l'episodi "Ombres argentades", un clip show que consisteix principalment en imatges d'episodis anteriors. Aquell episodi es va rodar durant tres dies en lloc dels set habituals, i el personal de producció va acordar que era un dels pitjors episodis de qualsevol sèrie de Star Trek.

### Maquillatge i escenografia
Després de problemes amb el seu maquillatge durant la primera temporada, les pròtesis klíngons de Michael Dorn van ser modificades. Michael Westmore va simplificar el tocat, i Dorn va començar a portar una diadema sota el cap per reduir una erupció cutània al front. A continuació, el capçal es va enganxar al voltant de les vores.
El conjunt del pont es va traslladar de Stage 6 a Stege 8 al solar més gran de Paramount entre les temporades 1 i 2, i en el procés es va tornar a muntar de manera lleugerament asimètrica, un error que ningú no va notar tot i que va romandre així durant la resta de la sèrie. Altres modificacions fetes al conjunt del pont incloïen el redisseny de les estacions del pont posterior perquè el personatge de LeVar Burton, Geordi La Forge, en el seu nou paper d'enginyer en cap, pogués tenir un lloc de treball al pont, i modificacions a diverses cadires per adaptar-se millor als actors. Es va afegir una pantalla de visualització a la sala d'observació i es va crear un nou conjunt per representar la sala Ten-Forward. La sala va ser l'últim conjunt dissenyat per a La nova generació per Herman Zimmerman. Va explicar que "Ten-Forward es va convertir en el lloc on la tripulació normal i els oficials podien barrejar-se, i on els extraterrestres que no podien entrar al pont podien interactuar amb altres membres de la tripulació. Era un conjunt molt important per explicar històries".

### Càsting
Abans de la segona temporada, hi va haver un canvi en el repartiment principal. Gates McFadden, que va interpretar la Dra. Beverly Crusher, va ser acomiadada del programa i substituïda per Diana Muldaur, que va interpretar un nou personatge anomenat Dra. Katherine Pulaski. Rick Berman va dir més tard que "Hi va haver qui va creure al final de la primera temporada que no els agradava la forma en què s'estava desenvolupant el seu personatge, respecte a l'actuació de Gates, i van aconseguir convèncer el Sr. Roddenberry d'això". Va dir que no estava d'acord amb la decisió. McFadden va afirmar el 2023 que la van fer fora perquè Maurice Hurley estava "enfadat" amb ella per preguntar-li per què no hi havia escenes més serioses entre la Dra. Crusher i el seu fill, Wesley. Keith DeCandido també va suggerir que era Hurley qui volia  McFadden fora de la sèrie, i després de marxar al final de la temporada, la porta estava oberta perquè ella tornés. Roddenberry va decidir escriure a Crusher en comptes de matar el personatge per permetre el retorn de McFadden en el futur.
Pulaski tenia la intenció de recordar el Dr. Leonard McCoy de La sèrie original. Muldaur havia aparegut dues vegades a La sèrie original, primer com la Dra. Anne Mulhull a "Retorn al demà" i més tard com a Dr. Miranda Jones a "No hi ha bellesa sense veritat!". També havia aparegut en un pilot dirigit per Roddenberry, Planet Earth.
També s'havia considerat pel paper Christina Pickles, i Berman va declarar que era la segona opció per al paper. A Muldaur se li va oferir un crèdit del repartiment principal, però es va negar a favor d'un "aparició especial com a convidat", i va ocupar el paper amb l'esperança d'estar al programa només una temporada. Muldaur va marxar després de la segona temporada, i McFadden va tornar com a Crusher per a la tercera temporada. Muldaur va dir que "La gent ha intentat crear alguna cosa a partir d'això, però ella va fer un paper i jo vaig fer un paper totalment diferent... no hauria estat bo haver continuat molt més temps, tot i que tothom estava realment encantador".

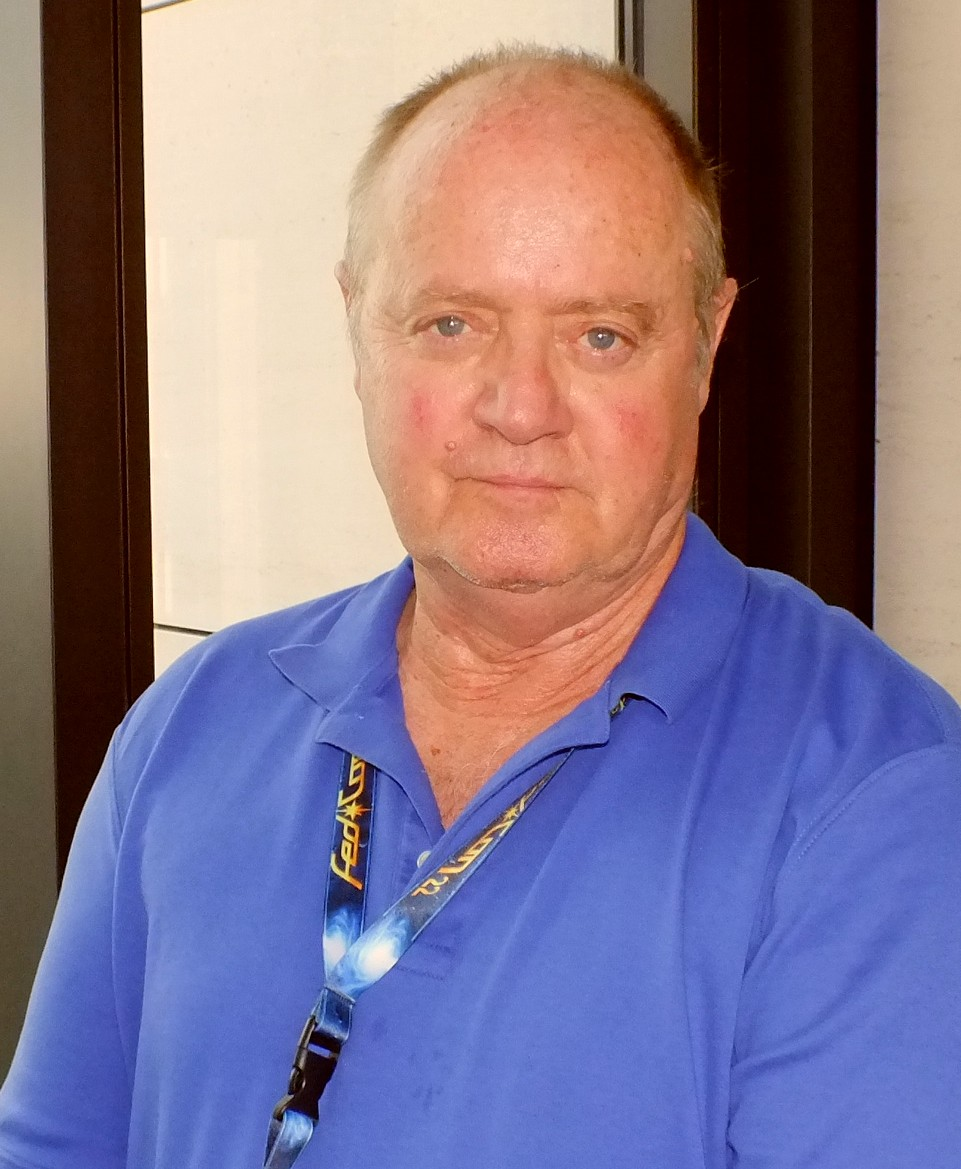
Gowron interpretat per Robert O'Reilly a "Nimfomania".

Una altra actriu que es va unir al programa va ser la guanyadora del Premi Oscar Whoopi Goldberg, que havia estat fan de Star Trek des de fa temps. Va acreditar a Nichelle Nichols, la Uhura de La sèrie original com a inspiració, dient "Bé, quan tenia nou anys va aparèixer Star Trek, la vaig mirar i vaig anar cridant a casa, "Vine aquí, mare, tothom, vine de pressa, vine de pressa, hi ha una senyora negra a la televisió i no és cap minyona!" Vaig saber en aquell moment i allà que podria ser-hi qualsevol cosa que volgués ser." Per aparèixer al programa, Goldberg va contactar inicialment amb els productors a través de LeVar Burton. Els productors no la van creure, ja que pensaven que una estrella de cinema com Goldberg no voldria aparèixer a Star Trek, i va ignorar les trucades del seu agent, fins que Goldberg els va trucar personalment. Es va organitzar una reunió entre ella i Rick Berman, i va acceptar aparèixer en sis episodis de la segona temporada. El seu personatge, Guinan, va rebre el nom de Mary "Texas" Guinan, una propietària d'un speakeasy a l'era de la prohibició.
Entre les estrelles convidades de la segona temporada hi havia Teri Hatcher, que va aparèixer a l'episodi "L'escandalós Okona" abans d'obtenir el paper de Lois Lane a la sèrie de televisió de Superman Lois and Clark. No se li va acreditar el paper de cap del teletransportador B.G. Robinson després que la majoria de les seves escenes fossin retallades de l'episodi final, la qual cosa va fer que ella demanés que s'eliminés el crèdit. Aquell episodi també va comptar amb una aparició convidada de Billy Campbell, que havia estat la segona opció en el càsting original del comandant William Riker. Va obtenir el paper a l'episodi després de contactar amb l'agent de càsting Junie Lowry i demanar-li participar en un episodi. El músic Mick Fleetwood va fer un cameo com a ambaixador antedeà a l'episodi "Nimfomania", encara que no tenia cap línia. Robert O'Reilly, qui apareix a "Nimfomania", més tard va guanyar la part del klíngon Gowron en la tercera temporada. El seu personatge es va convertir en el Canceller Klíngon, i va aparèixer en diversos episodis més de TNG a més de tenir un paper recurrent a Star Trek: Deep Space Nine. L'última aparició d'O'Reilly a Star Trek va ser com un altre personatge, a l'episodi de Star Trek: Enterprise "Bounty".

### Tripulació
Després de treballar a Star Trek: L'última frontera, el dissenyador de producció Herman F. Zimmerman va ser elegit per deixar la franquícia. Tenia la intenció de seguir una carrera. en disseny per a pel·lícules, però després de treballar a Black Rain, va tornar a Star Trek amb Star Trek: The Undiscovered Country i va assumir el paper de dissenyador de producció de Star Trek: Deep Space Nine. Per a La nova generació, va recomanar Richard James com el seu successor. James va prendre el càrrec com a mesura provisional mentre es buscava un candidat permanent. Va acabar quedant-se a La nova generació com a dissenyador de producció principal per a la resta de la sèrie, i després es va unir a Star Trek: Voyager en el mateix paper. John M. Dwyer va marxar amb Zimmerman, i Jim Mees va ser incorporat per substituir-lo. Andrew Probert, el dissenyador de l' Enterprise-D, va deixar el seu paper d'il·lustrador principal per unir-se a The Walt Disney Company. Va ser substituït per Rick Sternbach, que va ser supervisat per James en el seu nou paper.

## Recepció

### Valoracions
Al final de la primera temporada, La nova generació s'havia convertit en la sèrie redifosa d'una hora de durada de primera tirada amb la millor puntuació i la tercera sèrie redifosa amb més puntuació en general, només darrere de Wheel of Fortune i Jeopardy!. El primer episodi de la segona temporada, "El nen", es va emetre el 21 de novembre de 1988 amb puntuació Nielsen de 10,9 milions. Després d'una lleugera disminució inicial d'espectadors durant els cinc episodis següents, la temporada va superar la marca dels 11 milions amb "Selecció antinatural" i després va assolir el màxim com als dos episodis següents, "Qüestió d'honor" i "La mesura humana", van ser vistes per 11,3 milions d'espectadors. Després d'això, les qualificacions van disminuir gradualment fins a "Nimfomania", vista per 8,9 milions i rebent les valoracions més baixes per a la primera emissió d'un episodi de La nova generació. "Ombres argentades" va tancar la temporada el 17 de juliol de 1989, vista per 9,8 milions d'espectadors. Malgrat les qualificacions més altes que s'han vist a la primera part de la temporada, només a partir de "Què Q?" va ser que La nova generació es va convertir en la tercera sèrie més vista de la seva franja horària.

### Comentaris
Keith DeCandido per a Tor.com va dir que la segona temporada va ser la que va basar la resta de la sèrie, amb personatges que van ocupar papers a llarg termini com Geordi La Forge com a enginyer en cap i Worf l'estació tèctica. DeCandido va dir que l'addició de Goldberg com a Guinan va ser "deliciosa", però que Diana Muldaur com a Dr. Pulaski "no va funcionar del tot com a personatge". Segons la seva opinió, els episodis de la segona temporada van ser de qualitat variada. Va donar a "Què Q?" un deu dea deu, mentre que a "Ombres argentades" li va donar un zero. Va ser la primera vegada que atorgava la màxima puntuació a un episodi; no havia qualificat a cap de la primera temporada. Va donar a la temporada una nota global de set sobre deu i va dir que "Molta gent diu que TNG no es va posar en marxa fins a la tercera temporada, i francament, crec que aquesta estimació arriba un any massa tard."
Jamahl Epsicokhan al seu lloc web "Jammer's Reviews" va donar una puntuació total de quatre sobre quatre tant a "La mesura humana" com a "Què Q?". El més destacat del primer va ser l'actuació de Patrick Stewart com a Picard a la sala del tribunal, mentre que d'aquest últim, ell va dir que era "l'episodi més absolutament necessari de la segona temporada de TNG. Com DeCandido, Epsicokhan va donar a "Ombres argentades" una puntuació de zero i el va descriure com "l'episodi més inútil de TNG mai fet". Scott Collura de IGN va pensar que la segona temporada era una millora respecte a la brutalitat de la primera temporada i va ser la primera vegada que el programa va sortir de l'ombra de La sèrie originals. Va afirmar que en aquesta temporada es van introduir alguns dels elements més memorables de Star Trek, com ara els Borg. Va dir que "La mesura humana" va ser el més destacat de la temporada, mentre que va descriure "Ombres argentades" com "El viatge barat de Riker per la línia de la memòria".

### Reconeixements
Els episodis de la segona temporada de la nova generació van ser nominats per vuit Premis Emmys. "Què Q?" va ser nominat en tres categories, guanyant-ne dues: Millor edició de so per a una sèrie i Millor mescla de so per a una sèrie dramàtica. Aquests van ser els únics premis Emmy que va guanyar l'espectacle; els altres episodis nominats van ser "Elemental, estimat Data" en dues categories, mentre que "Qüestió d'honor", "El nen" i "Selecció antinatural" van ser nominats cadascun una vegada cadascun. Per segon any consecutiu, Wil Wheaton va ser nominat als Premis Youth in Film, aquesta vegada al Millor actor jove en un programa de redifusió familiar. Aquest any va marcar la seva primera i única victòria, de tres nominacions. L'espectacle també va guanyar el premi a la millor comèdia o drama familiar en redifusió. Melinda M. Snodgrass va rebre l'única nominació per a la sèrie als Premis del Sindicat de Guionistes dels Estats Units al Millor drama episòdic per l'episodi "La mesura humana".

## Repartiment
Els següents actors i actrius apareixen a la temporada:

### Repartiment principal
- Patrick Stewart com el capità Jean-Luc Picard
- Jonathan Frakes com a comandant William T. Riker
- Brent Spiner com a tinent. Cmdr. Data
- LeVar Burton com a tinent. Geordi La Forge
- Marina Sirtis com a consellera (Lt. Cmdr.) Deanna Troi
- Michael Dorn com a tinent (j.g.). Worf
- Wil Wheaton com a alférez en funcions Wesley Crusher
- Diana Muldaur com a Dr. (Cmdr.) Katherine Pulaski[nb 1]

### Repartiment recurrent
- Colm Meaney com a cap del transportador (Lt.) Miles O'Brien
- Whoopi Goldberg com a Guinan
- Lycia Naff com l'alferes Sonia Gomez
- Suzie Plakson com a Dra. (Lt.) Selar i l'ambaixadora K'Ehleyr
- Rhonda Aldrich com a Madeline
- Majel Barrett com a Lwaxana Troi
- John de Lancie com a Q

### Convidats
- Armin Shimerman com a Bractor
- Carel Struycken com el Sr. Homn

## Doblatge al català
La sèrie va ser doblada al català pels estudis Tramontana (primera part) i Soundtrack (segona part) i emesa a TV3 l’any 1991. Els dobladors de la temporada foren:
| Personatge        | Actor/actriu    | Veu en català            |
| ----------------- | --------------- | ------------------------ |
| Jean-Luc Picard   | Patrick Stewart | Joan Crosas              |
| William Riker     | Jonathan Frakes | Antoni Forteza           |
| Data              | Brent Spinner   | Joaquim Sota             |
| Geordi La Forge   | LeVar Burton    | Aleix Estadella          |
| Worf              | Michael Dorn    | Enric Arquimbau          |
| Katherine Pulaski | Diana Muldaur   | Núria Cugat              |
| Deanna Troi       | Marina Sirtis   | Victòria Pagès           |
| Wesley Crusher    | Will Wheaton    | Roger Pera               |
| Q                 | John de Lancie  | Carles Sales             |
| Miles O'Brien     | Colm Meaney     | Joan Pera                |
| Guinan            | Whoopi Goldberg | Montserrat Garcia Sagués |

## Episodis
A la taula següent, els episodis estan llistats per l'ordre en què s'han emès.
| Núm. total | Núm. de la temporada | Títol                                              | Direcció          | Guió | Data d'emissió original | Codi de prod. | Nielsen rating |
| --- | -------------------- | -------------------------------------------------- | ----------------- | --- | ----------------------- | ------------- | -------------- |
| 27 | 1                    | «El nen The Child»                                 | Rob Bowman        | Jaron Summers & Jon Povill and Maurice Hurley                                                                                                 | 21 de novembre de 1988  | 127           | 10.9           |
| La Dra. Katherine Pulaski (Diana Muldaur) s'uneix a l' Enterprise mentre el tinent Geordi La Forge (LeVar Burton) prepara l 'Enterprise per transportar perillosos exemplars de pesta; La consellera Deanna Troi (Marina Sirtis) es queda embarassada espontàniament i dóna a llum un nen misteriós. |                      |                                                    |                   | |                         |               |                |
| 28 | 2                    | «Una estada en el silenci Where Silence Has Lease» | Winrich Kolbe     | Jack B. Sowards | 28 de novembre de 1988  | 128           | 10.3           |
| L' Enterprise queda atrapada en un fenomen espacial. Aquí són sotmesos a experiments inusuals pel caprici d'un ésser diferent a qualsevol que hagin trobat abans. |                      |                                                    |                   | |                         |               |                |
| 29 | 3                    | «Elemental, estimat Data Elementary, Dear Data»    | Rob Bowman        | Brian Alan Lane | 5 de desembre de 1988   | 129           | Unknown        |
| Després que Data (Brent Spiner) resol fàcilment un misteri ordinari de Sherlock Holmes a l'holocoberta, La Forge demana a l'ordinador que faci un dolent Holmes capaç de derrotar-lo. El Professor Moriarty resultant (Daniel Davis) aviat esdevé molt més poderós del que s'esperava.               |                      |                                                    |                   | |                         |               |                |
| 30 | 4                    | «L'escandalós Okona The Outrageous Okona»          | Robert Becker     | Història de : Les Menchen & Lance Dickson and David Landsberg Guió de : Burton Armus                                                          | 12 de desembre de 1988  | 130           | Unknown        |
| L' Enterprise es veu atrapada en els esquemes d'un extravagant brivall espacial a la fuga, mentre que Data explora l'humor amb l'ajuda d'un còmic holocoberta (Joe Piscopo). |                      |                                                    |                   | |                         |               |                |
| 31 | 5                    | «Com una remor Loud as a Whisper»                  | Larry Shaw        | Jacqueline Zambrano | 9 de gener de 1989      | 132           | 10.7           |
| La tripulació és l'amfitriona d'un ambaixador sord i telepàtic (Howie Seago) que media les difícils negociacions de pau amb l'ajuda del seu trio d'intèrprets telepàtics. |                      |                                                    |                   | |                         |               |                |
| 32 | 6                    | «L'esquizoide The Schizoid Man»                    | Les Landau        | Història de : Richard Manning & Hans Beimler Guió de : Tracy Tormé                                                                            | 25 de gener de 1989     | 131           | 10.8           |
| El científic Dr. Ira Graves (W. Morgan Sheppard) enganya la mort penjant els seus records i personalitat al tinent comandant Data (Brent Spiner). |                      |                                                    |                   | |                         |               |                |
| 33 | 7                    | «Selecció antinatural Unnatural Selection»         | Paul Lynch        | John Mason & Mike Gray | 30 de gener de 1989     | 133           | 11.0           |
| L' Enterprise rep una trucada de socors de l'USS Lantree, descobrint que la seva tripulació sembla que ha mort de vellesa. La carrera ha començat per resoldre el misteri abans que els científics d'una colònia d'investigació pateixin la mateixa sort.                                            |                      |                                                    |                   | |                         |               |                |
| 34 | 8                    | «Qüestió d'honor A Matter of Honor»                | Rob Bowman        | Història de : Wanda M. Haight & Gregory Amos and Burton Armus Guió de : Burton Armus                                                          | 6 de febrer de 1989     | 134           | 11.3           |
| El comandant William Riker (Jonathan Frakes) s'assigna a un vaixell klíngon mitjançant un programa d'intercanvi d'oficials entre la Federació i l'Imperi Klíngon. No obstant això, el capità klíngon està ple de desconfiança i vol que Riker dispari a l' Enterprise.                               |                      |                                                    |                   | |                         |               |                |
| 35 | 9                    | «La mesura humana The Measure of a Man»            | Robert Scheerer   | Melinda M. Snodgrass | 13 de febrer de 1989    | 135           | 11.3           |
| Després que el tinent comandant Data (Brent Spiner) rebutgi una ordre de desmantellament de la Flota Estel·lar amb finalitats d'investigació, es convoca una audiència per determinar si és un ciutadà legal o propietat de la Federació.                                                            |                      |                                                    |                   | |                         |               |                |
| 36 | 10                   | «La princesa The Dauphin»                          | Rob Bowman        | Scott Rubenstein & Leonard Mlodinow | 20 de febrer de 1989    | 136           | 10.7           |
| L' Enterprise acull la jove líder de Daled IV, Salia (Jaime Hubbard). Aviat Wesley Crusher (Wil Wheaton) es s'enamora d'ella. Tanmateix, la Salia i el seu tutor guarden un secret. |                      |                                                    |                   | |                         |               |                |
| 37 | 11                   | «Contagi Contagion»                                | Joseph L. Scanlan | Steve Gerber & Beth Woods | 20 de març de 1989      | 137           | 10.2           |
| Un perillós virus informàtic alienígena corre rampant per l' Enterprise després de provocar la destrucció del seu vaixell germà, l'USS Yamato. |                      |                                                    |                   | |                         |               |                |
| 38 | 12                   | «El Royal The Royale»                              | Cliff Bole        | Tracy Tormé | 27 de març de 1989      | 138           | 10.6           |
| Riker (Jonathan Frakes), Worf (Michael Dorn) i Data (Brent Spiner) investiguen una estructura a la superfície d'un gegant gasós gelat, que sembla ser un hotel de la Terra del segle xx. Quan intenten marxar, se'ls impedeix fer-ho i es veuen obligats a quedar-se.                                |                      |                                                    |                   | |                         |               |                |
| 39 | 13                   | «Temps al quadrat Time Squared»                    | Joseph L. Scanlan | Història de : Kurt Michael Bensmiller Guió de : Maurice Hurley                                                                                | 3 d'abril de 1989       | 139           | 9.9            |
| El capità Jean-Luc Picard (Patrick Stewart) es troba amb el seu futur inconscient quan l' Enterprise queda atrapada en un bucle temporal on l'Enterprise és destruïda per una anomalia espacial. |                      |                                                    |                   | |                         |               |                |
| 40 | 14                   | «El factor Ícar The Icarus Factor»                 | Robert Iscove     | Història de : David Assael Guió de : David Assael and Robert McCullough                                                                       | 24 d'abril de 1989      | 140           | 9.1            |
| El pare d'en Riker, Kyle (Mitchell Ryan), el visita per informar-lo de l'ordre de la nau estel·lar que li han ofert, i els amics de Worf descobreixen que està a punt de perdre's un important ritu de pas klíngon.                                                                                  |                      |                                                    |                   | |                         |               |                |
| 41 | 15                   | «Amics a distància Pen Pals»                       | Winrich Kolbe     | Història de : Hannah Louise Shearer Guió de : Melinda M. Snodgrass                                                                            | 1 de maig de 1989       | 141           | 9.7            |
| La Primera Directiva es veu amenaçada quan Data fa amistat amb el nen d'un planeta pre-curvatura que pateix una activitat volcànica devastadora. |                      |                                                    |                   | |                         |               |                |
| 42 | 16                   | «Què Q? Q Who»                                     | Rob Bowman        | Maurice Hurley | 8 de maig de 1989       | 142           | 10.3           |
| Q (John de Lancie) llança l' Enterprise 7.000 anys llum més enllà de l'espai de la Federació i en un enfrontament amb els mortífers Borg. |                      |                                                    |                   | |                         |               |                |
| 43 | 17                   | «Samaritans entrampats Samaritan Snare»            | Les Landau        | Robert McCullough | 15 de maig de 1989      | 143           | 10.0           |
| Un grup d'extraterrestres aparentment ximples, els Pakleds, segresten el tinent La Forge per "fer marxar el seu vaixell". Picard se sotmet a una cirurgia en una base estel·lar. |                      |                                                    |                   | |                         |               |                |
| 44 | 18                   | «Reproducció clonal Up the Long Ladder»            | Winrich Kolbe     | Melinda M. Snodgrass | 22 de maig de 1989      | 144           | 9.2            |
| El capità Picard ha de trobar la manera de rescatar dues cultures radicalment incompatibles, una una primitiva colònia agrícola irlandesa amenaçada per erupcions solars, i l'altra una colònia de clons que s'enfronten a una inevitable degeneració genètica.                                      |                      |                                                    |                   | |                         |               |                |
| 45 | 19                   | «Nimfomania Manhunt»                               | Rob Bowman        | Tracy Tormé | 19 de juny de 1989      | 145           | 8.9            |
| La mare de Troi, Lwaxana (Majel Barrett) està buscant un nou marit, i ha posat els seus ulls en el capità Picard. |                      |                                                    |                   | |                         |               |                |
| 46 | 20                   | «L'emissària The Emissary»                         | Cliff Bole        | Història de : Richard Manning & Hans Beimler Guió de : Richard Manning & Hans Beimler Basat en una història no publicada de: Thomas H. Calder | 26 de juny de 1989      | 146           | 9.0            |
| L'antic amant d'en Worf arriba a bord de l' Enterprise per ajudar a fer front a un vaixell ple de klíngons en estasi i sense saber que ja no estan en guerra amb la Federació. |                      |                                                    |                   | |                         |               |                |
| 47 | 21                   | «Màxim rendiment Peak Performance»                 | Robert Scheerer   | David Kemper | 10 de juliol de 1989    | 147           | 9.4            |
| L' Enterprise i l'USS Hathaway s'enfronten en maniobres de combat simulades. Data no aconsegueix vèncer un humanoide en un joc deStrategema i mostra dubtes sobre si mateix. |                      |                                                    |                   | |                         |               |                |
| 48 | 22                   | «Ombres argentades Shades of Gray»                 | Rob Bowman        | Història de : Maurice Hurley Guió de : Maurice Hurley and Richard Manning & Hans Beimler                                                      | 17 de juliol de 1989    | 148           | 9.8            |
| El comandant Riker queda enverinat en un coma en el qual reviu diversos moments del seu servei a bord de l' Enterprise. |                      |                                                    |                   | |                         |               |                |

1. ↑  Acreditat com a Keith Mills
2. ↑  Acreditat com Terry Devereaux

## Llançament en mitjans domèstics
El llançament del Blu-ray de la segona temporada inclou una versió ampliada de "La mesura hmana", utilitzant imatges retallades que l'escriptora Melinda M. Snodgrass havia mantingut a VHS. La versió publicada inclou una versió híbrida amb les dues imatges remasteritzades d'alta definició intercalades amb les imatges de la cinta VHS. Els dotze minuts addicionals de metratge són en brut i no inclouen música ni efectes especials, però va ser el primer episodi de La nova generació que va rebre una versió ampliada. Els llançaments en Blu-ray de les temporades 1 i 2 de La nova generació van rebre el Premi Saturn al millor llançament de sèrie de televisió als premis del 2013.
"La mesura humana" i "Què Q?" van rebre una estrena limitada al cinema durant una nit el 29 de novembre de 2012. La versió de "La mesura humana" mostrada era la versió ampliada. Va ser el segon llançament cinematogràfic dels episodis de La nova generació, ja que "Allà on no ha estat mai ningú" i "Datalore" s'havien llançat per promocionar el llançament en Blu-ray de la primera temporada.
| Star Trek: La nova generació – Temporada 2 | | | |
| Detalls | Detalls | Continguts especials | Continguts especials |
| - 22 episodis - Conjunt de 5 discos - Relació d'aspecte 1,33:1 - Subtítols: danès, alemany, anglès, espanyol, francès, italià, holandès, noruec, suec, anglès per a persones amb discapacitat auditiva - Anglès (Dolby Digital 5.1 Surround), alemany, espanyol, francès i italià (Dolby Digital 2.0 Surround) | - 22 episodis - Conjunt de 5 discos - Relació d'aspecte 1,33:1 - Subtítols: danès, alemany, anglès, espanyol, francès, italià, holandès, noruec, suec, anglès per a persones amb discapacitat auditiva - Anglès (Dolby Digital 5.1 Surround), alemany, espanyol, francès i italià (Dolby Digital 2.0 Surround) | DVD and Blu-ray - Visió general de la missió: segon any - Anàlisi de la tripulació seleccionada: segon any - Informació departamental: Any Dos: Producció - Informació Departamental: Any Dos: Missions memorables - Dins dels arxius de la Flota Estel·lar Només Blu-ray - Reunificació: 25 anys després de Star Trek: La nova generació - Fent-ho així: Continuació de Star Trek: La nova generació - Part 1: nous mons estranys - Segona part: Nova vida i noves civilitzacions - Energize! Actualització tècnica de la segona temporada - "La mesura humana" versió ampliada, amb comentaris d'àudio de Melinda M. Snodgrass i Denise Okuda - Versió ampliada híbrida "La mesura humana". - Comentari d'àudio "Què Q?" de Rob Bowman, Dan Curry i Mike Okuda - Escenes suprimides: "El factor Ícar", "Reproducció clonal" - Segment de Reading Rainbow de 1988 amb LeVar Burton - Promoció d'iTunes de Reading Rainbow del 2012 - Bobina de gag de la segona temporada - Promoció de la temporada 2 en directe de 1988 - Promocions episòdiques | DVD and Blu-ray - Visió general de la missió: segon any - Anàlisi de la tripulació seleccionada: segon any - Informació departamental: Any Dos: Producció - Informació Departamental: Any Dos: Missions memorables - Dins dels arxius de la Flota Estel·lar Només Blu-ray - Reunificació: 25 anys després de Star Trek: La nova generació - Fent-ho així: Continuació de Star Trek: La nova generació - Part 1: nous mons estranys - Segona part: Nova vida i noves civilitzacions - Energize! Actualització tècnica de la segona temporada - "La mesura humana" versió ampliada, amb comentaris d'àudio de Melinda M. Snodgrass i Denise Okuda - Versió ampliada híbrida "La mesura humana". - Comentari d'àudio "Què Q?" de Rob Bowman, Dan Curry i Mike Okuda - Escenes suprimides: "El factor Ícar", "Reproducció clonal" - Segment de Reading Rainbow de 1988 amb LeVar Burton - Promoció d'iTunes de Reading Rainbow del 2012 - Bobina de gag de la segona temporada - Promoció de la temporada 2 en directe de 1988 - Promocions episòdiques |
| Dates de Llançament | | | |
| DVD | DVD | Blu-ray | Blu-ray |
| Regió 1 | Regió 2 | Estats Units (sense regió) | Regne Unit (sense regió) |
| 7 de maig de 2002 12 de març de 2013 (re-released) | 10 de juny de 2002 | 4 de desembre de 2012 | 10 de desembre de 2012 |